# Wireless tools
Wireless tools – pakiet oprogramowania, który umożliwia kontrolę i zarządzanie kartami bezprzewodowymi w systemie Linux.
Pakiet ten zawiera m.in.:
- iwconfig – narzędzie służące do konfiguracji kart bezprzewodowych
- iwevent – narzędzie, które umożliwia wyświetlenie komunikatów generowanych przez sterownik lub zmianę ustawień karty
- iwgetid – narzędzie służące do pobierania nazw/adresów ESSID, NWID, punktów dostępowych lub komórek
- iwlist – narzędzie, które umożliwia pobranie dokładniejszych informacji z wybranego interfejsu (m.in. umożliwia skanowanie sieci)
- iwpriv – narzędzie służące do konfigurowania opcjonalnych (prywatnych) parametrów interfejsu
- iwspy – narzędzie służące do wyszukiwania szczegółów dotyczących sieci

## Przykładowy sposób konfiguracji urządzenia
Na początku przy pomocy programu iwlist wyszukujemy sieci
```
#iwlist wifi0 scanning
wifi0     Scan completed :
         Cell 01 - Address: 00:00:00:00:00:00
                   ESSID:"siec1"
                   Mode:Master
                   Frequency:2.412 GHz (Channel 1)
                   Quality:0/70  Signal level:-76 dBm  Noise level:-92 dBm
                   Encryption key:off
                   Bit Rate:1 Mb/s
                   Bit Rate:2 Mb/s
                   Bit Rate:5.5 Mb/s
                   Bit Rate:11 Mb/s
                   Extra:bcn_int=100
                   Extra:resp_rate=10
         Cell 02 - Address: 00:00:00:00:00:01
                   ESSID:"komputer1"
                   Mode:Ad-Hoc
                   Frequency:2.432 GHz (Channel 5)
                   Quality:0/70  Signal level:-76 dBm  Noise level:-93 dBm
                   Encryption key:off
                   Bit Rate:1 Mb/s
                   Bit Rate:2 Mb/s
                   Bit Rate:5.5 Mb/s
                   Bit Rate:11 Mb/s
                   Extra:bcn_int=100
                   Extra:resp_rate=10
                   Extra:atim=0
```

Interesuje nas połączenie w trybie ad-hoc do hosta o nazwie komputer1, dlatego wykonujemy kolejno
```
# iwconfig wifi0 essid komputer1 – zmieniamy nazwę essid naszej karty
# iwconfig wifi0 mode ad-hoc – zmieniamy tryb działania karty na ad-hoc
# iwconfig wifi0 channel 5 – zmieniamy kanał na 5
```

pozostaje konfiguracja adresu (zobacz ifconfig), po czym możemy wyświetlić status karty
```
# iwconfig wifi0
wifi0     IEEE 802.11b  ESSID:"komputer1"
         Mode:Ad-Hoc  Frequency:2.432 GHz  Cell: 00:00:00:00:00:01
         Bit Rate:2 Mb/s   Sensitivity=1/3
         Retry min limit:8   RTS thr:off   Fragment thr:off
         Encryption key:off
         Power Management:off
         Link Quality=0/70  Signal level=-100 dBm  Noise level=-100 dBm
         Rx invalid nwid:0  Rx invalid crypt:0  Rx invalid frag:0
         Tx excessive retries:9391  Invalid misc:117407   Missed beacon:0
```

## Pobieranie informacji z karty za pomocą programu iwlist
Program iwlist posiada wiele ciekawych funkcji, o których możemy się dowiedzieć wydając polecenie
```
# iwlist
Usage: iwlist [interface] scanning
              [interface] frequency
              [interface] channel
              [interface] bitrate
              [interface] rate
              [interface] encryption
              [interface] key
              [interface] power
              [interface] txpower
              [interface] retry
              [interface] ap
              [interface] accesspoints
              [interface] peers
              [interface] event

```

Wcześniej omawialiśmy parametr scanning, teraz przyjrzymy się bliżej parametrowi frequency.
```
# iwlist wifi0 frequency
wifi0     14 channels in total; available frequencies :
          Channel 01 : 2.412 GHz
          Channel 02 : 2.417 GHz
          Channel 03 : 2.422 GHz
          Channel 04 : 2.427 GHz
          Channel 05 : 2.432 GHz
          Channel 06 : 2.437 GHz
          Channel 07 : 2.442 GHz
          Channel 08 : 2.447 GHz
          Channel 09 : 2.452 GHz
          Channel 10 : 2.457 GHz
          Channel 11 : 2.462 GHz
          Channel 12 : 2.467 GHz
          Channel 13 : 2.472 GHz
          Channel 14 : 2.484 GHz
          Current Frequency:2.412 GHz (Channel 1)

```

Za pomocą powyższego polecenia możemy uzyskać listę aktualnie obsługiwanych kanałów razem z obecnie ustawionym kanałem na karcie.
Wpisanie polecenia iwlist z parametrem channel będzie skutkowało wynikiem podobnym do poprzedniego.
Kolejny parametr polecenia iwlist to bitrate
```
# iwlist wifi0 bitrate
wifi0     4 available bit-rates :
          5.5 Mb/s
          11 Mb/s
          1 Mb/s
          8 Mb/s
          Current Bit Rate=11 Mb/s

```

Podaje dostępne prędkości transmisji, razem z obecnie używaną prędkością. Taki sam efekt można uzyskać podając jako parametr rate.
Kolejny parametr to encryption, czyli zastosowane kodowanie/zabezpieczenia
```
# iwlist wifi0 encryption
wifi0     2 key sizes : 40, 104bits
          4 keys available :
                [1]: off
                [2]: off
                [3]: off
                [4]: off
          Current Transmit Key: [0]
          Security mode:open
          Authentication capabilities :
                WPA
                CIPHER TKIP
          Current key_mgmt:0x0
          Current cipher_pairwise:0x0
          Current cipher_group:0x0

```

Mamy tu podane dane na temat tego który klucz jest obecnie użyty (w tym przypadku żaden), tryb bezpieczeństwa – w tym przypadku tryb otwarty – każdy ma dostęp, dostępne możliwości weryfikacji użytkownika – autentykacji, i obecnie używane.